# 天主教瓦哈卡總教區
天主教安特克拉（瓦哈卡）總教區（拉丁語：Archidioecesis Antequerensis）是墨西哥一個羅馬天主教總教區，下轄兩自治監督區、三個教區。
1535年6月21日成立，時屬西維爾總教區。1891年6月23日升為總教區。
教區包括瓦哈卡州326市。2012年有教友1,246,000人，佔轄區總人口83.7%。教區下轄122個堂區，有181名司鐸。現任教區總主教為若瑟·類思·查韋斯·波特洛。